# Нич, Фридрих Август Бертхольд
Фридри́х А́вгуст Бертхо́льд Нич (нем. Friedrich August Berthold Nitzsch; 19 февраля 1832, Бонн — 21 декабря 1898, Киль) — немецкий протестантский богослов, философ, историк, профессор.

## Биография
Родился 19 февраля 1832 года в Бонне, в семье немецкого протестантского богослова Карла Иммануэля Нича. В 1847 году семья переехала в Берлин, где Фридрих окончил в 1850 году гимназию Фридриха Вильгельма. В гимназии он заинтересовался древними языками и поступил в Берлинский университет, для изучения филологии, однако уже в первом семестре переключился на изучение богословия. Также он учился в Галле-Виттенбергском университете и Боннском университете.
В июле 1855 года сдал экзамен по богословию; 12 июня 1858 года Нич приобрёл лиценциат, а 16 июля 1859 года прошёл хабилитацию в Берлине. В том же году был назначен профессором в Венский университет, однако не получил в нём университетской квалификации. Получив 2 августа 1866 года доктора богословия в Грайфсвальдском университете, со 2 мая 1868 года он стал ординарным профессором богословия в Гисенском университете. С 1 апреля 1872 года — ординарный профессор богословия в Кильском университете. В Киле Фридрих был членом консистории Евангелической церкви. В 1889—1890 годах был ректором. Фридрих, как и его отец, проявил себя как последователь идей Фридриха Шлейермахера и был сторонником Посредствующего богословия.
Скончался в Киле 21 декабря 1898 года.

## Сочинения
- Theses theologicae. Schade, Berolini (Berlin) 1858
- Das System des Boethius und die ihm zugeschriebenen theologischen Schriften. Wiegandt und Grieben, Berlin 1860
- Augustinus' Lehre vom Wunder, Berlin 1865
- Grundriss der christlichen Dogmengeschichte. E.S. Mittler, Berlin 1870
- Luther und Aristoteles. Festschrift zum vierhundertjährigen Geburtstage Luther’s. Universitäts-Buchhandlung, Kiel 1883
- Die Schlussworte des Goethe’schen Faust. G. Reimer, Berlin 1885, (Sonderabdruck aus Preußische Jahrbücher Bd. 56, H. 2)
- Die Idee und die Stufen des Opferkultus. Ein Beitrag zur allgemeinen Religionsgeschichte. Universitäts-Buchhandlung, Kiel 1889
- Lehrbuch der Evangelischen Dogmatik. Mohr, Freiburg im Breisgau 1889, (3. Auflage, 1912)